# Lech Nikolski
Lech Stanisław Nikolski (ur. 10 listopada 1955 w Opolu Lubelskim) – polski historyk i polityk, poseł na Sejm III i IV kadencji, minister-członek Rady Ministrów w latach 2003–2004.

## Życiorys
W 1978 ukończył studia na Wydziale Humanistycznym Uniwersytetu im. Marii Curie-Skłodowskiej w Lublinie, uzyskując tytuł zawodowy magistra historii. W 2010 uzyskał stopień doktora nauk humanistycznych w zakresie nauk o polityce na Wydziale Humanistycznym Uniwersytetu Pedagogicznego im. Komisji Edukacji Narodowej w Krakowie na podstawie pracy Partie polityczne w wyborach do sejmików województw 1998–2006.
W latach 1981–1984 przewodniczył Zarządowi Wojewódzkiemu Związku Socjalistycznej Młodzieży Polskiej w Białej Podlaskiej, w okresie 1985–1990 był zatrudniony w Komitecie Wojewódzkim Polskiej Zjednoczonej Partii Robotniczej w Białej Podlaskiej. Od 1990 należał do Socjaldemokracji Rzeczypospolitej Polskiej, w latach 1992–1997 zasiadał w centralnym komitecie wykonawczego tej partii. W 1999 przystąpił do Sojuszu Lewicy Demokratycznej, pełnił w nim m.in. funkcję zastępcy sekretarza SLD.
W 1994 rozpoczął pracę w administracji państwowej w Głównym Urzędzie Ceł. W latach 1995–1996 pełnił funkcję podsekretarza stanu w Urzędzie Rady Ministrów i sekretarza Komitetu Społeczno-Politycznego Rady Ministrów. Od stycznia do 28 października 1997 był podsekretarzem stanu w KPRM ds. społeczno-politycznych i pełnomocnikiem rządu ds. realizacji Oświęcimskiego Strategicznego Programu Rządowego. Od 7 stycznia do 30 kwietnia 2003 zajmował stanowisko ministra (członka Rady Ministrów). Kierował pracami Biura ds. Referendum Europejskiego. Od 3 lipca 2003 do 28 października 2005 kierował Rządowym Centrum Studiów Strategicznych w randze ministra – członka Rady Ministrów oraz był Pełnomocnikiem Rządu do Spraw Narodowego Planu Rozwoju na lata 2007–2013.
Z ramienia Sojuszu Lewicy Demokratycznej 1997 do 2005 pełnił funkcję posła na Sejm III i IV kadencji z okręgu chełmskiego. W IV kadencji zasiadał w Komisji Administracji i Spraw Wewnętrznych oraz Komisji Kultury i Środków Przekazu.
Wymieniany w raporcie Zbigniewa Ziobry jako członek rzekomej „grupy trzymającej władzę”, nieformalnego układu podejrzanego o wysłanie Lwa Rywina z propozycją łapówkową do Agory. Nie toczyło się przeciwko niemu żadne postępowanie karne.
Został nauczycielem akademickim w Instytucie Bezpieczeństwa Państwa na Wydziale Bezpieczeństwa Narodowego Akademii Obrony Narodowej oraz w Wyższej Szkole Zarządzania Personelem w Warszawie, gdzie pełnił funkcję prorektora. Wszedł również w skład Komitetu Wspierania Muzeum Historii Żydów Polskich Polin w Warszawie.

## Życie prywatne
Żonaty (Alicja, etnograf), ma córkę Natalię (absolwentka psychologii społecznej).

## Publikacje
- Lech Nikolski: Tak, głosuję: moja droga do referendum europejskiego. Warszawa: Studio Emka, 2005. Brak numerów stron w książce
- Lech Nikolski: Partie polityczne w wyborach do sejmików województw 1998–2006. Toruń: Wydawnictwo Adam Marszałek, 2011. Brak numerów stron w książce